# Phalanta
Phalanta es un género de lepidópteros perteneciente a la subfamilia Heliconiinae en la familia Nymphalidae que se encuentra en el sudeste de Asia.

## Especies
- Phalanta alcippe (Stoll, [1782])
- Phalanta eurytis (Doubleday, [1847])
- Phalanta phalantha (Drury, [1773])
- Phalanta madagascariensis (Mabille, 1887)
- Phalanta philiberti (de Joannis, 1893)
- Phalanta gomensis (Dufrane, 1945)